# Phthiracarus darwini
Phthiracarus darwini är en kvalsterart som först beskrevs av Sandór Mahunka 1980.  Phthiracarus darwini ingår i släktet Phthiracarus och familjen Phthiracaridae. Inga underarter finns listade i Catalogue of Life.